# Црква Рођења Пресвете Богородице (Батања)
Црква Рођења Пресвете Богородице је један од православних храмова Српске православне цркве у Батањи (мађ. Battonya). Црква припада Будимској епархији Српске православне цркве.
Црква је посвећена Рођењу Пресвете Богородице.

## Историјат
Црква Рођења Пресвете Богородице је првобитно саграђена 1778. године. Она је била од плетара покривена шиндром са дрвеним звоником и иконостасом непознатог иконописца.
Године 1793. је подигнута садашња велика сеоска познобарокна црква, са високим звоником. Иконостас је осликао 1822. године српски сликар и “грађанин темишварски“ Сава Петровић (1794-1857). Црква је обновљена о трошку српске православне црквене општине.
Црква Рођења Пресвете Богородице у Батањи је парохија Архијерејског намесништва сегединског. Архијерејски намесник и Парох цркве у Батањи је протојереј-ставрофор Илија Галић.